# Alexander Joppich
Alexander Joppich (sinh ngày 19 tháng 1 năm 1995) là một cầu thủ bóng đá người Áo. Anh thi đấu cho SC Austria Lustenau.

## Sự nghiệp câu lạc bộ
Anh ra mắt tại Giải bóng đá hạng nhất quốc gia Áo cho FC Liefering vào ngày 12 tháng 9 năm 2014 trong trận đấu trước SV Mattersburg.